# Остаточное тепловыделение
Оста́точное тепловыделе́ние (остаточное энерговыделение) — специфическая особенность ядерного топлива, заключающаяся в том, что, после прекращения цепной реакции деления и обычной для любого энергоисточника тепловой инерции, выделение тепла в реакторе продолжается ещё долгое время, что создаёт ряд технически сложных проблем, непосредственно связанных с ядерной безопасностью.
Остаточное тепловыделение является следствием β- и γ-распада продуктов деления, которые накопились в топливе за время работы реактора, а также α-распада и β-распада актиноидов. Ядра продуктов деления вследствие распада переходят в более стабильное или полностью стабильное состояние с выделением значительной энергии.
Хотя мощность остаточного тепловыделения быстро спадает до величин, малых по сравнению со стационарными значениями, в мощных энергетических реакторах она значительна в абсолютных величинах. По этой причине остаточное тепловыделение влечёт необходимость длительное время обеспечивать теплоотвод от активной зоны реактора после его остановки. Эта задача требует наличия в конструкции реакторной установки систем расхолаживания с надёжным электроснабжением, а также обуславливает необходимость длительного (в течение 3-4 лет) хранения отработавшего ядерного топлива в хранилищах со специальным температурным режимом — бассейнах выдержки, которые обычно располагаются в непосредственной близости от реактора.

## Тепловая мощность
После остановки реактора даже в отсутствие цепной реакции тепловыделение продолжается за счет радиоактивного распада накопленных продуктов деления и актиноидов. Выделяемая после остановки мощность зависит от количества накопленных продуктов деления, для её расчёта используются формулы, предложенные различными учёными. Наибольшее распространение получила формула Вэя—Вигнера. Исходя из неё мощность остаточного тепловыделения уменьшается по закону:
{\displaystyle {\frac {W_{\beta ,\gamma }}{W_{0}}}=6,5\cdot 10^{-2}\cdot \left[\tau _{c}^{-0,2}-\left(\tau _{c}+T\right)^{-0,2}\right]}, где:
- {\displaystyle W_{\beta ,\gamma }} — мощность остаточного тепловыделения реактора через время {\displaystyle \tau _{c}} после его останова;
- {\displaystyle W_{0}} — мощность реактора до останова, на которой он работал в течение времени {\displaystyle T}
- время выражено в секундах (существуют формулы, имеющие несколько другой вид, где время выражено в сутках)

На начальном этапе после останова, когда {\displaystyle \tau _{c}\ll T}, можно использовать упрощённую зависимость:
{\displaystyle W_{\beta ,\gamma }=6,5\cdot 10^{-2}\cdot W_{0}\cdot \tau _{c}^{-0,2}}
Таким образом после останова остаточное энерговыделение составит примерно:
| Время       | 1 с | 10 с | 100 с | 1000 с | 1 ч | 10 ч | 100 ч | 1000 ч | 1 год |
| Мощность, % | 6,5 | 5,1  | 3,2   | 1,9    | 1,4 | 0,75 | 0,33  | 0,11   | 0,023 |

Формула Уинтермайера—Уэллса позволяет учитывать вклад распада 235U и 239Pu в остаточное тепловыделение:
{\displaystyle Q(T,\tau _{c})=10\left\{\left(\tau _{c}+10\right)^{-0,2}-\left(\tau _{c}+T+10\right)^{-0,2}-0,87\left[\left(\tau _{c}+2\cdot 10^{7}\right)^{-0,2}-\left(\tau _{c}+T+2\cdot 10^{7}\right)^{-0,2}\right]\right\}}
где {\displaystyle Q(T,\tau _{c})} — в процентах от мощности до останова.
На практике мощность остаточного тепловыделения рассчитывается индивидуально для каждой топливной загрузки.

## Причины и сопутствующие факторы
При делении ядер топлива в реакторах образуется в два раз больше, чем исходных ядер, осколков деления. Многие из таких ядер являются нестабильными и испытывают превращения с выделением энергии, в основном в результате бета-распадов. Всего среди продуктов деления насчитывается около 450 радионуклидов с различными периодами полураспада: от долей секунды до миллионов лет. Их распады и являются причиной остаточного тепловыделения, растянутого по времени.
В начальные моменты времени после останова реактора (до 100 секунд) продолжаются также процессы деления запаздывающими нейтронами и, в тяжеловодных и бериллиевых реакторах, фотонейтронами. По истечении нескольких минут этим вкладом можно пренебречь.
Также небольшой вклад на начальном этапе вносит мощность тепловой инерции спада тепла, накопленного в активной зоне и конструкционных материалах реакторной установки в целом. Несмотря на низкую теплопроводность топлива, использующегося в энергетических реакторах (диоксид урана), на практике этим вкладом можно пренебречь уже через несколько секунд.

## Технические решения
Для отвода остаточных тепловыделений в реакторных установках предусмотрены специальные системы расхолаживания, работа которых необходима как при нормальном останове реактора, так и в аварийных ситуациях. На случай тяжёлых аварий, когда теплоотвод нарушен, предусматриваются аварийные системы охлаждения активной зоны. Для надёжного электроснабжения всех этих систем энергоблоки оснащаются резервными дизельными электростанциями и аккумуляторными батареями.
Также постоянный теплоотвод необходим и для отработавшего топлива, поэтому его хранят 3-4 года в специальных хранилищах — бассейнах выдержки с определённым температурным режимом. Когда мощность остаточных тепловыделений спадает, топливо отправляют на хранение, захоронение или переработку.

## Аварии
Наиболее опасными авариями с точки зрения обеспечения отвода остаточных тепловыделений являются полное обесточивание и аварии с потерей теплоносителя (англ. LOCA, Loss-of-coolant accident).
Задача теплоотвода при полном обесточивании, то есть с неработоспособностью всех основных и резервных источников электричества, применительно к водо-водяным реакторам обычно решается обеспечением естественной циркуляции теплоносителя в первом контуре и передачей остаточного тепла второму контуру. Так как в таких реакторах второй контур не радиоактивен, то теплосъём обеспечивается выпариванием его теплоносителя в атмосферу. При этом предусматривают аварийный запас воды на этот случай и возможности восполнения потерь второго контура. В кипящих реакторах проблема существенно сложнее — для одноконтурной АЭС пар радиоактивен, при отключении турбины весь пар дросселируется и сбрасывается в основные конденсаторы, при этом необходимо восполнение потерь теплоносителя в реакторной установке. Примером тяжёлой аварии из-за полного обесточивания может послужить авария на АЭС Фукусима I.
На случай аварий с потерей теплоносителя (разрывы крупных трубопроводов и др.), в реакторных установках предусматриваются аварийные системы, обеспечивающие охлаждение активной зоны. В случае нормального функционирования этих систем последствия для установки будут небольшими. В случае же их неисправностей или ошибок персонала может произойти перегрев активной зоны вплоть до её расплавления. Примером аварии с потерей теплоносителя, развившейся в очень тяжёлую из-за сочетаний неисправностей оборудования и ошибок персонала, может послужить авария на АЭС Три-Майл-Айленд.